# گزیننده بی‌وفا

قوانین مربوط به گزینندگان بی‌وفا در ایالات متحده بر اساس ایالت
باطل شدن رأی و جریمه
باطل شدن رأی
رأی محسوب می‌شود اما با جریمه
رأی محسوب می‌شود
بدون قانون

در  انتخابات ریاست جمهوری ایالات متحده، یک گزیننده بی‌وفا یا گزیننده عهدشکن (به انگلیسی: Faithless elector) یک عضو از مجمع گزینندگان است که رأیش برای نامزد ریاست جمهوری یا معاون ریاست جمهوری با آنچه به آن متعهد شده است تفاوت دارد؛ که شامل رأی دادن به شخص دیگر برای هر یک از دو پست یا امتناع از رأی دادن است. در انتخابات ریاست‌جمهوری ایالات متحده آمریکا هر ایالت به صورت مستقل روش انتخاب برگزیننده‌هایش را تعیین می‌کند؛ در دوران معاصر در اکثر ایالت‌ها، گزیننده بر اساس رأی اکثریت مردم انتخاب می‌شود و معمولاً از قبل متعهد می‌شود که در صورت انتخاب شدن، رأی الکترال خود را به هم‌حزبی‌هایش بدهد. اگر یک گزیننده متعهد بر اساس تعهدش رأی ندهد، به گزیننده بی‌وفا تبدیل می‌شود. همچنین ممکن است گزیننده‌ها از قبل تعهدی ندهند که در این صورت به آن‌ها گزیننده بی‌تعهد (به انگلیسی: Unpledged elector) گفته می‌شود. عواقب شکستن تعهد توسط گزیننده‌های متعهد ایالت به ایالت متفاوت است.
گزینندگان معمولاً توسط یک حزب سیاسی یا نامزد ریاست‌جمهوری حزب انتخاب و معرفی می‌شوند و معمولاً اعضای حزبی هستند که به دلیل وفاداری بالا به حزب و نامزد منتخب آن شهرت دارند؛ بنابراین، یک گزینندهٔ بی‌وفا با خطر سرزنش حزبی و تلافی سیاسی از طرف حزب خود و همچنین مجازات‌های قانونی احتمالی در برخی ایالت‌ها مواجه می‌شود. نامزدهای انتخاباتی توسط احزاب سیاسی ایالتی در ماه‌های قبل از روز انتخابات معرفی می‌شوند. در برخی ایالت‌ها، مانند ایندیانا، گزینندگان به مانند نامزدهای ریاست‌جمهوری در انتخابات مقدماتی شرکت می‌کنند. در ایالت‌های دیگر مانند اکلاهما، ویرجینیا و کارولینای شمالی، گزینندگان در کنوانسیون‌های حزبی نامزد می‌شوند. در پنسیلوانیا، کمیته مبارزات انتخاباتی هر نامزد ریاست‌جمهوری، نامزدهای خود را برای انتخاب گزینندگان معرفی می‌کند.
تا انتخابات ۲۰۲۰، در مجموع ۱۶۵ مورد بی‌وفایی وجود داشته است که ۹۰ مورد آن برای رئیس‌جمهور و ۷۵ مورد برای معاون رئیس‌جمهور بوده است. گزینندگان بی‌وفا تاکنون هیچ‌گاه در نتیجهٔ نهایی انتخابات تأثیری نداشته‌اند و تقریباً همهٔ آن‌ها به نامزدهای حزب ثالث یا غیرکاندیدا رأی داده‌اند. در سال ۱۸۷۲، زمانی که هوراس گریلی در فاصلهٔ بین روز انتخابات و تشکیل مجمع الکترال درگذشت، ۶۳ رای‌دهنده بی‌وفا وجود داشت، اما یولیسیز سایمن گرانت قبلاً به اندازهٔ کافی برای پیروزی مجدد رأی الکترال به دست آورده بود. در طول انتخابات ۱۸۳۶، کل هیئت انتخاباتی ۲۳ نفرهٔ ویرجینیا با بی‌وفایی از رای دادن به نامزد پیروز دموکرات معاون ریاست‌جمهوری ریچارد ام. جانسون خودداری کردند. از دست دادن حمایت ویرجینیا باعث شد جانسون با یک رای الکترال کمتر اکثریت را به خود اختصاص ندهد و انتخاب معاون ریاست‌جمهوری به مجلس سنا محول شد. خود انتخابات ریاست‌جمهوری مورد مناقشه قرار نگرفت زیرا گزینندگان ویرجینیا همان‌طور که متعهد شده بودند به نامزد دموکرات ریاست‌جمهوری مارتین ون بیورن رأی دادند. در هر صورت اکثریت دموکرات مجلس سنا جانسون را به عنوان معاون ریاست‌جمهوری انتخاب کردند.
قانون اساسی ایالات متحده آمریکا مفهوم تعهد را مشخص نکرده است. در واقع قانون اساسی و قوانین فدرال گزیننده را به هیچ چیزی ملزم نمی‌کند. همهٔ قوانین تعهد در سطح ایالتی هستند؛ دیوان عالی ایالات متحده آمریکا این قوانین ایالتی را با حکم خود در سال ۱۹۵۲ در پروندهٔ ری علیه بلر تأیید کرد. در سال ۲۰۲۰، دیوان عالی همچنین در مورد چیافالو علیه واشینگتن حکم داد که ایالت‌ها می‌توانند قوانینی را اجرا کنند که گزینندگان را ملزم به رأی دادن به نامزد برندهٔ اکثریت در آن ایالت می‌کند.